# Paglavca v hotelu
Paglavca v hotelu (v izvirniku angleško The Suite Life of Zack & Cody) je ameriška najstniška televizijska serija, ki jo predvaja Disney Channel. Premiera te nanizanke je bila 18. marca 2005. Bila je ena od prvih pet Disneyjevih nanizank, ki so bile naprodaj na spletni trgovini iTunes Store. Posnete so bile tri sezone s skupno 87 epizodami.
Glavna igralca sta dvojčka Dylan in Cole Sprouse. Igrata Zacka in Codyja, identična dvojčka, čigar samsko mamo Carey igra Kim Rhodes in je glavna pevka hotela Tipton v Bostonu. Družina stanuje v 23. nadstropju hotela, kjer se tudi odvija večina dogajanja. Nanizanko sta ustvarila Danny Kallis, pisatelj, producein in TV-režiser, ter Jim Geoghan, ki je med drugim napisal in produciral serijo Družinske zadeve.
Po seriji je nastalo tudi več mladinskih romanov in tri videoigre.

## Igralska zasedba
- Dylan Sprouse ... Zack Martin
- Cole Sprouse ... Cody Martin
- Phill Lewis ... G. Moseby
- Kim Rhodes ... Carey Martin
- Brenda Song ... London Tipton
- Ashley Tisdale ... Maddie Fitzpatrick
- Adrian R'Mante ... Esteban